# 醍醐寺三宝院庭園

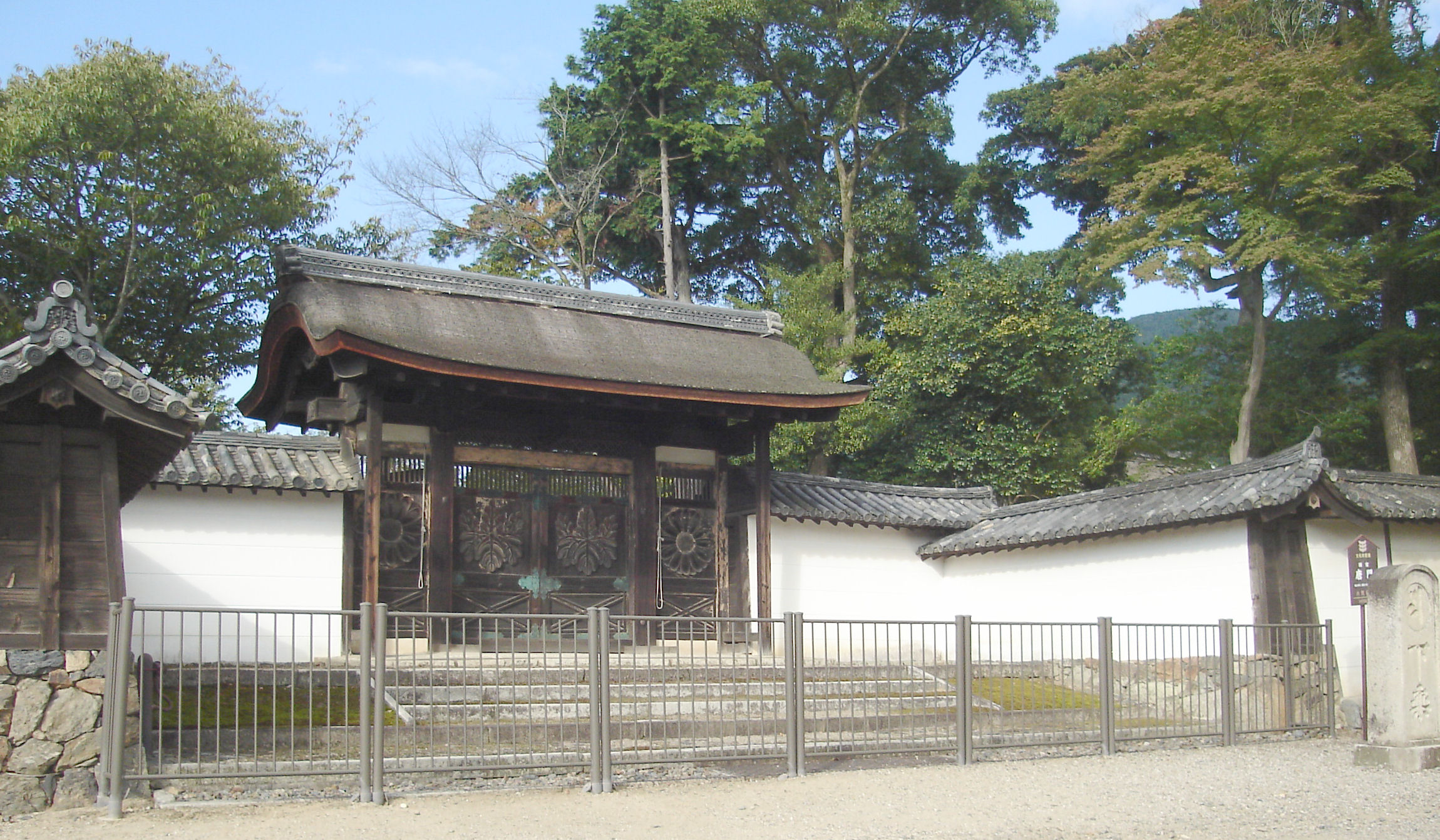
三宝院唐門。院内(建物内)の撮影は禁止されているが、庭園のみの撮影は可能（2017年8月22日現在）。

醍醐寺三宝院庭園（だいごじさんぽういんていえん、-さんぼういん-）は、京都府京都市伏見区にある日本庭園である。醍醐寺の院家である三宝院の庭園であり、1952年（昭和27年）に国の特別史跡および特別名勝に指定された。

## 歴史
874年（貞観16年）、空海の孫弟子にあたる理源大師聖宝が笠取山に醍醐寺を創建した。山頂付近は「上醍醐」、山麓一帯は「下醍醐」と呼ばれ、堂塔伽藍が立ち並び繁栄した。三宝院は1115年（永久3年）、醍醐寺第14代座主勝覚が開いたもので、歴代の座主を輩出し、1428年（応永35年）以降は三宝院主が醍醐寺座主の地位を独占した。しかし醍醐寺は1467年（応仁元年）に始まった応仁の乱の兵火に巻き込まれ、三宝院を含む多くの建物が焼失し、一帯は荒廃してしまう。
荒廃した醍醐寺を復興したのが、1576年（天正4年）に第80代座主の地位に就いた義演であった。義演は豊臣秀吉の手厚い庇護を受け、1598年（慶長3年）の醍醐の花見を醍醐寺の金剛輪院を中心として執り行った。また、金剛輪院に「三宝院」の名称を受け継がせた。これが今日に伝わる三宝院である。
三宝院庭園は、この醍醐の花見に際して、豊臣秀吉が自らが基本設計を行ったものである。作庭は醍醐の花見が終わった4月から始められ、その年の8月に秀吉が死去した後は義演の指導のもとで続けられた。義演は秀吉の基本設計をもとにさらに構想を発展させ、また当時一流の庭師を作庭に参画させた。庭師の中には「天下一の石組の名手」と称された賢庭もいた。作庭は義演が亡くなる1624年（元和10年）までの27年間にわたった。
当初、三宝院庭園は表書院から眺めるための鑑賞式庭園として設計されたが、義演の死後に庭園内に茶室が置かれ、回遊もできるように造り変えられた。庭園の中心を占める池には「亀島」「鶴島」が配され、橋が架けられている。正面に据えられている「藤戸石」は、元々は管領家の細川氏の邸宅にあったもので、秀吉が聚楽第から運ばせたものである。背後には水の音が変化するようにしつらえられた三段の滝石組が造られている。三宝院庭園は、安土桃山時代の華やかな雰囲気を今日に伝える日本庭園として貴重なものであり、1952年（昭和27年）に国の特別史跡および特別名勝に指定された。